# 두바이 시티 타워
두바이 시티 타워 또는 두바이 수직 타워는 2008년 8월 25일 제안해 발표된 마천루이다. 이 초고층 건물은 높이가 2,400m이다. 미래의 건축 기술에 의해 건축하는 이 건물은, 지금까지 구상된 초고층 건물 중 X-시드 4000과 울티마 타워 다음으로 세 번째로 높다. 만약 지금 건설이 되었다면, 현재 만들어진 마천루 중 가장 높은 높이의 부르즈 할리파보다 약 3배, 마천루의 대명사 엠파이어 스테이트 빌딩보다 7배 높았다.
두바이 시티 타워는 400층까지 시속 200km의 수직 상승하는 메인 엘리베이터가 있고, 에펠탑에 아이디어를 얻어 강한 바람에도 끄덕 없을 것이다. 또한 6층의 센트럴 코어가 매 100층 마다 연결되어 있다. 이곳에선 레크리에이션을 즐길 수 있으며 나무가 여러개 심어져 있어 초고층의 모자란 공기를 보충한다.또한 이곳에는 SKY PLAZA라고 하는 타운 센터가 있고 여기엔 여러 멀티샵,엔터테인먼트 복합공간이 있어 여러 서비스를 제공한다. 그리고 이 빌딩의 무게를 지탱하기 위해 중력,하중,바람,외부 환경 등을 조절할 최첨단 기술이 있다.
중앙의 센트럴 코어는 건물의 기둥을 받혀주며 전기,설비 시스템을 풍력에너지로 생산하기도 한다.
이 빌딩 하층부는 하중을 분산하는 coner super-columns와 바람 등 외부환경에 대응하는 cross bracing,빌딩의 무게를 감소시켜 주는 multi story atrium으로 구성되며 나선형 구조물인 connection point는 수직적인 힘의 균형을 유지한다.
또한 두바이 시티 타워는 최대 15 MW, 연간 37,000 MWH의 전기가 소비될 것으로 추정된다.  

## 시설
| 층수  | 시설                    |
| ----- | ----------------------- |
| 400층 | 호텔,사무실,주거시설 등 |

## 참고
- 두바이 시티 타워에 대한 계획
- 두바이 시티 타워에 대한 두바이 신문